# Douglas Bravo
Pour les articles homonymes, voir Bravo.
Douglas Ignacio Bravo Mora (né le 11 mars 1932 à Cabure, Falcón - mort le 31 janvier 2021) est un homme politique vénézuélien, communiste puis chef de guérilla des Forces armées de libération nationale (FALN) durant les années 1960 et 1970. Allié d'Hugo Chávez dans les années 1980, il dénonce plus tard le fait qu'Hugo Chavez, une fois arrivé au pouvoir, aurait dévié de leurs objectifs socialistes, renvoyant dos à dos en octobre 2013 le gouvernement chaviste de Nicolas Maduro et les opposants de la MUD.

## Biographie
Douglas Bravo intègre le Parti communiste du Venezuela (PCV) en 1946, à 14 ans. Il en sera exclu en 1965.
En 1958, il était un acteur important du comité de grève qui appelait à la grève générale de janvier, composante sociale du soulèvement patriotique organisé par Fabricio Ojeda qui renversa Marcos Pérez Jiménez conjointement avec une partie de l'armée. Après un an d'instabilité politique, le gouvernement de Rómulo Betancourt, social-démocrate, se maintint au pouvoir pendant cinq ans, il contribua à la nationalisation de l'industrie pétrolière et à l'intégration du Venezuela à l'OPEP, laquelle n'advint qu'en 1973. Mais la lenteur du processus et le statu quo social déçurent les attentes populaires, au point que l'opinion considéra sa politique comme déterminée par l'influence des États-Unis. Le 15 mars 1962, Douglas Bravo fonda le Front de guérilla José Leonardo Chirinos, basé dans les montagnes de l'État de Falcón, et il a engagé des combats contre l'armée du gouvernement de Rómulo Betancourt en tant que commandant dudit Front. Teodoro Petkoff, José Manuel Saher (alias Chema), Domingo Urbina (cousin de Carlos Delgado Chalbaud, l'ancien ministre de la Défense et président assassiné en 1950) et Alí Rodríguez Araque, entre autres, participèrent aussi au Front de guérilla. Douglas Bravo s'entendit avec Che Guevara lors de leur unique rencontre à Cuba dans la perspective de rallier le Parti communiste vénézuélien à la cause de la guérilla. Le parti refusa cette option au motif que cette alliance précipiterait l'intervention américaine. Pourtant membre du bureau politique du parti communiste, Douglas Bravo n'avait pas été consulté lors de cette prise de décision. C'est ainsi qu'il fut exclu du PCV.
À partir de mars 1966, Douglas Bravo dirigea le Parti de la révolution vénézuélienne (PRV), qui fut à l'initiative de la scission du PCV du 23 avril 1966 en se constituant comme fraction dissidente. Il est l'auteur du manifeste d'Iracara qui justifie la lutte armée au nom de la centaine de morts sous la répression gouvernementale dans les montagnes de Falcón. Sous sa direction, cette fraction intégra notamment José Leonardo Chirinos qui opérait dans l'État de Falcón et le Front guérillero Simón Bolívar de l'État de Lara dans le but de continuer la lutte armée contre le gouvernement. Quelques officiers guevaristes participèrent à ces activités pendant un an en 1966. Parmi eux, Arnaldo Ochoa Sanchez, que Douglas Bravo réprouvait comme « pro-soviétique ». Contrairement à lui, Douglas Bravo promeut une unification sud-américaine, intégrant les soutiens cubains, non pas sous obédience de l'Union soviétique, mais à partir d'un noyau local qui unirait préalablement les forces sociales et populaires voisines du Guatemala, de la Colombie et de la Bolivie.
Le bras armé du PRV, connu sous le nom des Forces armées de libération nationale, poursuivit la lutte armée en fusionnant avec le Mouvement de la gauche révolutionnaire (MIR), fraction dissidente de l'Action démocratique, les deux organisations ayant formé leur alliance abrégée sous le nom du FALN-FLN. Les années suivantes, il forgea le mouvement Rupture, face légale du PRV-FALN-FLN, que dirigèrent Argelia Josefina Melet Martucci de Bravo, sa seconde épouse, et le professeur Ángel J. Márquez.
Bravo participa aux deux tentatives de renversement armées du pouvoir du 4 février et du 27 novembre 1992. La police politique vénézuélienne, la Disip, l'arrêta et le présenta au Tribunal militaire. Il fut gracié un an plus tard. Le PRV-FALN recruta d'importants cadres militaires, infiltrant ainsi les institutions militaires vénézuéliennes officielles. Parmi eux, Hugo Chávez, qui fut membre du PRV duquel il se sépara en 1986, lorsqu'il fonda le Mouvement révolutionnaire bolivarien - 200 (MBR 200). Au début des années 1990, Douglas Bravo était l'organisateur principal de la face légale du PRV, le Front patriotique, qui réunit des personnalités importantes opposées au gouvernement de Carlos Andrés Pérez. Cette organisation fut dissoute en mai 1993, lors de la destitution du chef du gouvernement.
Durant les années 2000, Douglas Bravo accompagne le chavisme bolivarien jusqu'à leur rupture en 2010. Il explicite sa position dans trois interviews qu'il donne au journal La Razón en 2013, 2015 et 2016. Douglas Bravo s'oppose au modèle du capitalisme d'État que Chávez aurait mis en place en même temps que l'émergence d'une « bourgeoisie para-étatique » reposant sur le monopole pétrolier. Il analyse la réussite momentanée de la révolution bolivarienne en 2002 comme occasionnée par la distraction américaine en Irak. Mais il dénonce le fait que cette occasion historique et les promesses de progrès social et d'internationalisme régional qui lui faisaient écho furent trahies par l'orientation dictatoriale que lui impulsa le chavisme. Opposé aussi bien à l'impérialisme des États-Unis qu'à celui de type soviétique, que la Russie encouragea avec l'accord de Chávez, de même qu'à la vassalisation pétrolière grandissante envers la Chine, Douglas Bravo promeut une « troisième voie » qui établirait une Constituante régénérée sous l'impulsion d'une insurrection populaire et sociale vénézuélienne et bolivarienne. C'est en ce sens qu'il contribue au renversement de Maduro en appuyant les appels aux grèves générales récurrentes en 2017.
Le poète chilien Pablo de Rokha lui dédia un poème publié après son décès dans ses œuvres inédites. La doctrine de Douglas Bravo est exposée dans le no 453 de la revue Triunfo du 6 février 1971, reproduite dans un ouvrage de Jean-Luc Einaudi, où figurent quelques pages retraçant l'itinéraire politique de Douglas Bravo que rencontra Georges Mattéi, qui lui consacra le film Douglas Bravo, la guerre de guérilla au Venezuela, tourné avec Jean-Michel Humeau.

## Écrits de Douglas Bravo
- Documento de la Montaña
- Carta al Comité Central
- Insurrección Combinada
- Amplio Teatro de Operaciones
- Nueva Etapa Operativa
- La Cuestión Continental
- El Viraje Táctico
- Una Nueva Experiencia
- Problemas Militares
- La otra crisis, la otra vía
- Tercer Camino